# Engonia rectangulata
Engonia rectangulata är en insektsart som först beskrevs av Hermann Burmeister 1838.  Engonia rectangulata ingår i släktet Engonia och familjen vårtbitare. Inga underarter finns listade i Catalogue of Life.